# Naoki Soma
Naoki Soma (相馬 直樹, Soma Naoki, Shizuoka, 19 juli 1971) is een Japans voormalig voetballer die als middenvelder speelde.

## Clubcarrière
Soma speelde tussen 1994 en 2005 voor Kashima Antlers, Tokyo Verdy en Kawasaki Frontale.

## Japans voetbalelftal
Soma debuteerde in 1995 in het Japans nationaal elftal en speelde 58 interlands, waarin hij 4 keer scoorde.

## Statistieken
| Japans voetbalelftal | Japans voetbalelftal | Japans voetbalelftal |
| Jaar                 | Wed.                 | Dlp.                 |
| -------------------- | -------------------- | -------------------- |
| 1995                 | 9                    | 0                    |
| 1996                 | 13                   | 2                    |
| 1997                 | 21                   | 1                    |
| 1998                 | 10                   | 1                    |
| 1999                 | 5                    | 0                    |
| Totaal               | 58                   | 4                    |